# 大红柳
大红柳（学名：Salix cheilophila var. microstachyoides）为杨柳科柳属下的一个变种。

## 扩展阅读
- 維基物種上的相關：大红柳